# Paulo Emilio Lépido
Paulo Emilio Lépido (en latín, Paullus Aemilius L. f. M. n. Lepidus; m. 13 a. C.) fue un político de la época final de la República Romana y nacimiento del Imperio romano. Su nombre aparece escrito de diferentes maneras; Aemilius Paullus, o Paullus Aemilius, o Aemilius Lepidus Paullus, pero Paullus Aemilius Lepidus parece ser la forma más correcta.
Paulo era miembro de la gens Emilia. Él era nieto de Marco Emilio Lépido, el cónsul del año 78 a. C. y de Apuleya (hija de Lucio Apuleyo Saturnino) e hijo de Lucio Emilio Paulo, cónsul en 50 a. C. Su tío paterno era Marco Emilio Lépido, el triunviro miembro del Segundo Triunvirato.
Es probable que huyera de Roma junto con su padre, quien había sido declarado proscrito, para unirse a Bruto, y parece que este le encomendó la defensa de Creta, porque lo encontramos después de la muerte de Bruto junto con los restos de los republicanos con las tropas de Creta, y navegando con ellos por el mar Jónico. Posteriormente debe haber hecho las paces con los triunviros, ya que lo encontramos acompañando a Octaviano en su campaña contra Sexto Pompeyo en Sicilia en 36 a. C..
En 34 a. C. obtuvo el consulado, pero solo como cónsul suffectus, el 1º de julio, y dedicó la Basílica Emilia, que originalmente había sido levantada por su padre, pero que él había reconstruido con su propio dinero.
Augur en 31 a. C., fue censor en 22 a. C., junto a Lucio Munacio Planco.
Paulo se casó en primer lugar con Cornelia, la hija mayor de Publio Cornelio Escipión Salvitón y de Escribonia, con quien tuvo tres hijos: Lucio Emilio Paulo, esposo de Julia la Menor, y cónsul en el año 1, Marco Emilio Lépido, quien fue cónsul en el año 6, y Emilia Lépida, esposa de Lucio Munacio Planco, cónsul en 13 e hijo de Lucio Munacio Planco. En una elegía de Propercio, aparece Cornelia consolando a su esposo Paulo a causa de su muerte.
Posteriormente Paulo se casó con Marcela la Menor, hija de Cayo Claudio Marcelo el Menor y Octavia. El tío materno de Claudia era por tanto el emperador César Augusto. Paulo murió por causas que se desconocen en el año 13 a. C.
Su viuda se casó con Marco Valerio Mesala Mesalino, hijo de Marco Valerio Mesala Corvino. Fueron los padres de Marco Valerio Mesala Barbado.